# Meester van Margaretha van York

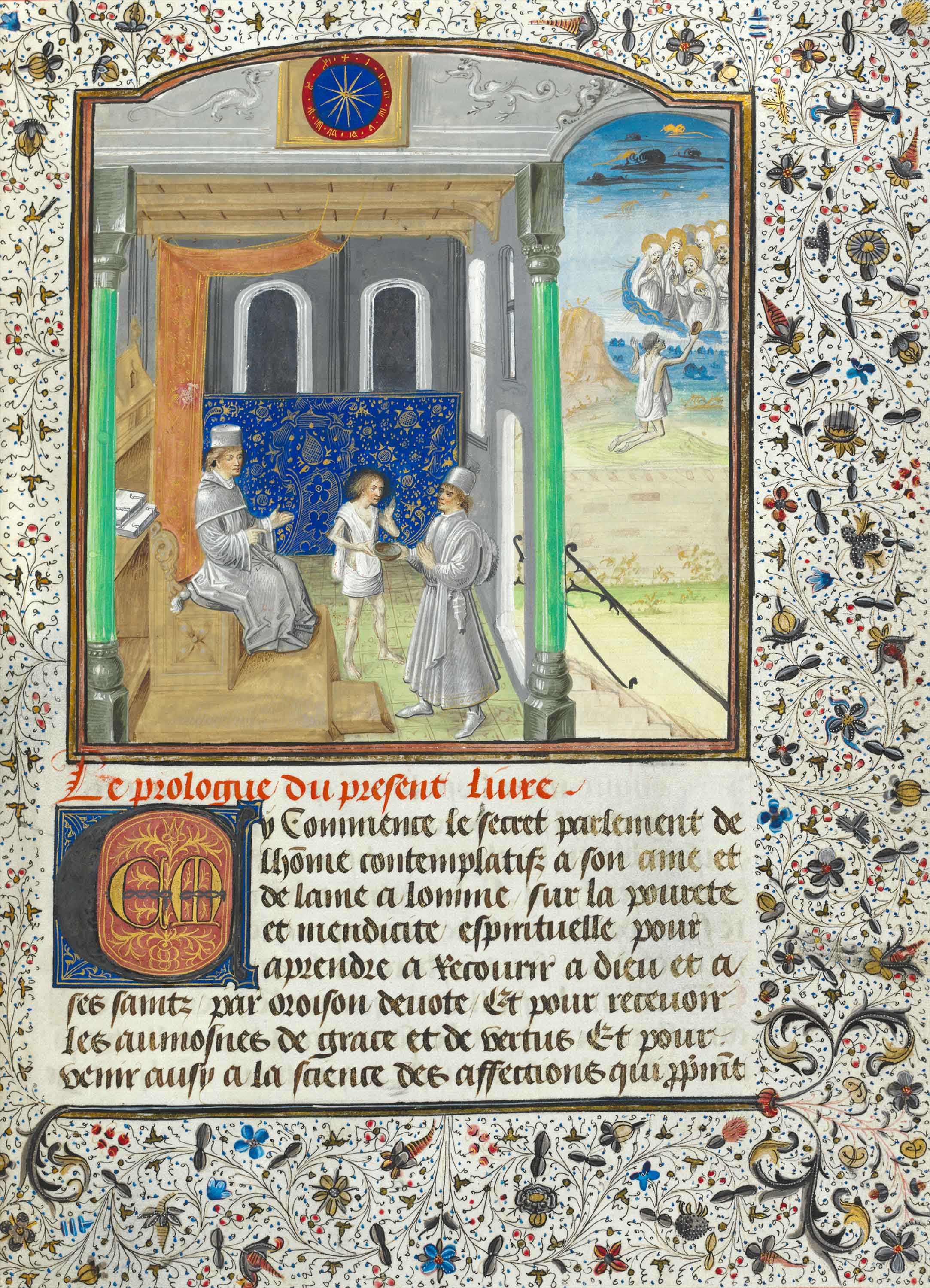
Meester van Margaretha van York, Livre de l'ame contemplative - Gerson - f7, Koninklijke Bibliotheek van België.

De Meester van Margaretha van York is de noodnaam voor een anoniem gebleven miniaturist die in Brugge werkte in de periode van 1468 - 1477. Hij werd zo genoemd door Friedrich Winkler naar een werk van Jean Gerson, de Livre de l'ame contemplative  dat bewaard wordt in de Koninklijke Bibliotheek van België te Brussel met als signatuur Ms. 9305-9306. Bijna alle handschriften waarvan de verluchting is toegeschreven aan deze meester zijn seculiere teksten, en hoewel hij genoemd is naar de derde echtgenote van Filips de Stoute, heeft hij veel meer gewerkt voor Lodewijk van Gruuthuse. Voor deze Brugse boekenliefhebber verluchtte hij meer dan twintig werken, bijna allemaal profane teksten,  Ottokar Smital wou hem dan ook de Meester van Lodewijk van Brugge noemen. Veel kunsthistorici nemen aan dat wat aan deze meester wordt toegeschreven eerder het werk van een groep van kunstenaars is.

## Stijlkenmerken
De meester zou volgens Winkler qua stijlevolutie te situeren zijn tussen Willem Vrelant en de Meester van het gebedenboek van Dresden. Hij gebruikte dezelfde artistieke middelen als zij, maar met meer competentie dan Vrelant en minder ver ontwikkeld dan bij de Dresden-meester. Kunsthistorici zien vandaag een invloed van Lieven van Lathem op het werk van deze meester.
Volgens Maurits Smeyers tekent deze meester vlug en eerder slordig wat aan routinewerk doet denken. De figuren zijn zacht en bevallig maar de bewegingen eerder houterig, de gezichten zijn fijn uitgewerkt. Het perspectief van de gebouwen is niet correct en dikwijls maakt de meester voor interieurscènes gebruik van een opengewerkte voorzijde die zicht biedt op een doosachtige ruimte. De lagere gedeeltes van de muren zijn dikwijls gedrapeerd met tapijten of wandkleden in goudbrokaat. De soms massieve dakpartijen worden gesteund door lange rode of blauwe slanke kolommen die van glas lijken en, op basis van hun plaatsing, louter decoratief zijn.
De zorg die aan een miniatuur besteed werd is blijkbaar sterk afhankelijk van de belangrijkheid van het onderwerp, de grootte van het handschrift, de dringendheid van de opdracht en dergelijke meer. Personages zijn daardoor soms zeer nauwgezet uitgewerkt en levendig weergegeven soms dan weer vlug neergezet voor minder belangrijke figuren. Dit leidde tot een vrij ongelijke productie waarbij men automatisch gaat denken aan meerdere kunstenaars. Maar los daarvan kan men stellen dat de handschriften toegeschreven aan deze meester eerder kleurcontrasten en expressiviteit beogen dan illusionisme of een perfecte tekening.

## Toegeschreven werken
Winkler voegde nog drie werken uit de bibliotheek van Lodewijk van Gruuthuse aan het oeuvre van de meester toe. De toeschrijvingen van Winkler gaan dus over miniaturen in de:
- Livre de l'ame contemplative (Ms. 9305-9306) van Jean Gerson, Brussel, Koninklijke Bibliotheek van België.
- Ovide Moralise (Mss. fr. 137),[5] Parijs, Bibliothèque nationale de France.
- La vie de Saint Hubert (Ms. fr. 424) van Hubert le Prévost, Parijs, Bibliothèque nationale de France.
- Franse vertaling van het Horlogium sapientiae (Mss. fr. 455-456) van Henricus Suso, Parijs, Bibliothèque nationale de France.

In 1930 voegde Ottokar Smital acht werken, eveneens afkomstig uit de bibliotheek van Lodewijk van Gruuthuse, toe aan het oeuvre en ondertussen is nog een ganse reeks werken aan de lijst toegevoegd met onder meer:
- Facta et dicta memorabilia (Franse vertaling) van Valerius Maximus ( ms. fr. 288-289),  Parijs, Bibliothèque nationale de France.
- Livre des faits d'Alexandre  van Quintus Curtius Rufus, (ms. fr. 257),  Parijs, Bibliothèque nationale de France.
- Cité des dames (Add. Ms. 20698) van Christine de Pisan (Nederlandse vertaling), 1475, Londen, British Library.
- Livre des faits d'armes et de chevalerie, Christine de Pisan (Ms. fr. 585), Parijs, Bibliothèque nationale de France.
- Verzamelwerk (Ms. fr. 1090) Parijs, Bibliothèque nationale de France, met:
  - Des Remèdes de fortune Franse vertaling door Jaques Bauchant van De remediis fortuitorum van de Pseudo-Seneca.
  - Livre de Mélibée et Prudence, Franse vertaling door Renaut de Louhans van de Liber consolationis et consilii van Albertano da Brescia.
- Chroniques de Jean Froissart, (Ms. fr. 2645-2646), Parijs, Bibliothèque nationale de France.
- Chronique de Hollande, Jean de Beka, (Ms. fr. 2803), Parijs, Bibliothèque nationale de France.
- La Bouquechardière, Jean de Courcy, (Ms. fr. 65-66), Parijs, Bibliothèque nationale de France.
- Des cas des nobles hommes et femmes, Giovanni Boccaccio, (Ms. fr. 132), Parijs, Bibliothèque nationale de France.